# 420 (lodní třída)
Lodní třída 420 (The International 420 Class) je dvouposádková loď pro okruhový jachting se třemi plachtami a trapézem, vhodná pro dospělé i mládež již od 12 let. Její jméno vzniklo od její celkové délky, je totiž přesně 420 centimetrů. Díky tomu, že kombinuje jízdní vlastnosti lodě se spinakrem a hrazdami a jednoduchost nižších tříd, je velmi oblíbená mezi mladistvými závodícími jachtaři i jachtařskými začátečníky. V celé Evropě je hojně používaná jako loď pro team racing, neboli závody družstev.
Roku 1959 ji navrhl Christian Maury a od té doby se rozšířila do 60 zemí světa. Její parametry jsou přesně dané a všichni výrobci je musí striktně dodržovat, je to tzv. monotyp. Třída se nejrychleji ujala ve Francii, jako tréninková loď pro vyšší lodní třídu, International 470. V pozdních šedesátých letech je několik kusů nakoupeno jachtkluby v Anglii pro trénink a team racing. Po čase se ukázalo, že má lepší jízdní vlastnosti než většina jejích současníků mezi loděmi pro mládež a stala se zde lodní třídou doporučenou Královskou Jachetní společností (RYA).
Třídová pravidla dovolují jízdu na této lodi při závodech od 12 let. Na této lodi se mladí jachtaři velmi často učí základní principy jízdy na dvouposádkové lodi se spinakrem a trapézem a spolupráci mezi kosatníkem a kormidelníkem. Ideální hmotnost posádky je mezi 110–140 kg, kdy je výhodnější mít těžšího kosatníka na trapézu a lehčího kormidelníka vzadu. Vzhledem k tomu, že je tato loď poměrně lehká, je váha posádky velmi důležitým faktorem.
Ve více než čtyřiceti zemích světa je považována za nejlepší tréninkovou loď a i po více než padesáti letech od svého navržení je stále velmi populární.